# Wojciech Żaczkiewicz
Wojciech Edward Żaczkiewicz ps. Wojtek (ur. 22 lutego 1922 w Warszawie, zm. 1947 tamże) – kapral podchorąży Armii Krajowej w Zgrupowaniu „Żmija”. Uczestnik powstania warszawskiego w Zgrupowaniu „Chrobry II”.

## Życiorys
Syn Bolesława i Anny. Był absolwentem  Gimnazjum im. A. Mickiewicza w Warszawie, oraz harcerzem III Warszawskiej Drużyny Harcerskiej im. ks. Józefa Poniatowskiego. Podjął działalność w odtwarzaniu konspiracyjnych struktur III Warszawskiej Drużyny Harcerskiej, występującej jako Hufiec „Trzy Krzyże”, pod kierunkiem Stanisława Broniewskiego „Michał Howerla”.
W 1942 lub 1943 został skierowany na kurs Szkoły Podchorążych Rezerwy Piechoty „Agrikola”, który ukończył w stopniu kaprala podchorążego. Tam został zwerbowany przez instruktora szkoły rtm. Adama Rzeszotarskiego „Junosza” do oddziałów Obwodu Żoliborz ZWZ-AK. Tam wszedł w skład plutonu 225 Rejonu 2 Marymont.
28 kwietnia 1943 uczestniczył w akcji dywersyjnej na rzecz wsparcia powstania w getcie warszawskim. Na rozkaz dowódcy obwodu ppłk. Mieczysława Niedzielskiego „Żywiciel", brał udział w ataku na posterunek SS na rogu ul.Konwiktorskiej i Zakroczymskiej. W czasie akcji zabito trzech esesmanów.
W ramach Rejonu 2 – Marymont Obwodu Żoliborz ZWZ-AK, od początku 1944, dowodził plutonem 225. 1 lutego 1944 w trakcie przygotowywania akcji wspierającej działania dywersyjne oddziału DB „17", został z grupą żołnierzy zaatakowany przez Niemców przy magazynie broni na Bielanach. W trakcie ucieczki został ciężko raniony. Leczył się początkowo w szpitalu, a następnie w domu w Śródmieściu.
Tam, po wybuchu powstania z niezaleczoną raną przyłączył się do Zgrupowania „Chrobry II”, gdzie był żołnierzem kompanii rezerwowej. Po powstaniu przebywał w niewoli. Po powrocie do Polski na przełomie 1945 i 1946 zachorował na zapalenie wsierdzia. Zmarł w domu w 1947.